# 渠南街道
渠南街道，原为渠南乡，是中华人民共和国四川省达州市渠县下辖的一个乡镇级行政单位。2018年撤乡设镇。区划代码改为511725130。2019年12月，撤镇设街道，以原渠江镇渠光社区、南桥社区、南门社区、南坝社区、鞍山社区、四圣村和原渠南镇大山社区、小山村、五里村、李坝村所属行政区域为渠南街道的行政区域。

## 行政区划
渠南街道下辖以下地区：
渠光社区、南桥社区、南门社区、南坝社区、鞍山社区、四圣村、大山社区、小山村、五里村、李坝村。